# Bhutaniella kronestedti
Bhutaniella kronestedti är en spindelart som beskrevs av Vedel och Jäger 2005. Bhutaniella kronestedti ingår i släktet Bhutaniella och familjen jättekrabbspindlar. Inga underarter finns listade.